# Patrick Öztürk

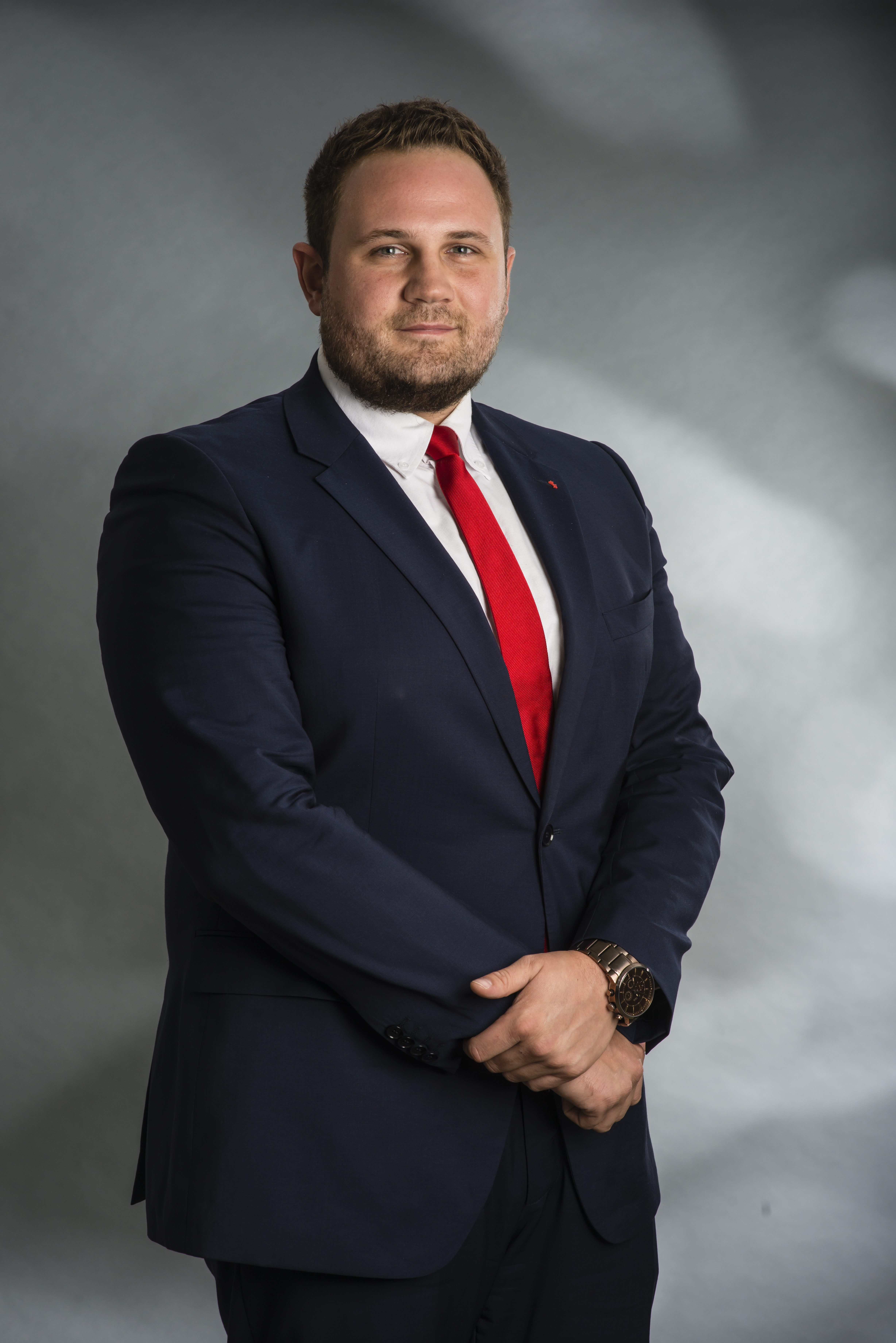
Patrick Öztürk, 2015

Patrick Cem Öztürk (* 5. Februar 1986 in Bremerhaven) ist ein deutscher Politiker (SPD) und war Mitglied der Bremischen Bürgerschaft.

## Biografie

### Familie, Ausbildung und Beruf
Öztürk besuchte von 1992 bis 1998 die Gaußschule sowie von 1998 bis 2005 das Lloyd-Gymnasium in Bremerhaven, wo er auch das Abitur ablegte.
Er studierte von 2005 bis 2008 Anglistik, Sportwissenschaften und Erziehungswissenschaften an der Universität Bremen und beendete das Studium als Bachelor of Arts. 2007/08 studierte er Pädagogik an der Hawaiʻi Pacific University in Honolulu. Von 2008 bis 2010 erfolgte ein Aufbaustudium der Anglistik, Sportwissenschaft und Erziehungswissenschaft an der Universität Bremen mit dem Abschluss Master of Education. Als Studienreferendar für das Lehramt an Gymnasien-, Gesamt- und Oberschulen wurde Öztürk am Landesinstitut für Schule Bremen von 2010 bis 2012 ausgebildet, wo er mit dem 2. Staatsexamen für die Fächer Englisch und Sport abschloss.
Daneben war Öztürk als Lehrkraft für Englisch, Business-Englisch, Sport und Deutsch als Fremdsprache (DaF) beim Pädagogischen Zentrum Bremerhaven sowie als Lehrkraft für Englisch und Sport am Schulzentrum Blumenthal tätig. Er arbeitete als wissenschaftliche Hilfskraft an der Universität Bremen im Fachbereich für Sozialwissenschaften.
Öztürk ist ledig und wohnt in Bremerhaven-Mitte.

### Politik
Öztürk ist seit 2005 Mitglied in der SPD. Von 2005 bis 2009 war er stellvertretender Vorsitzender der Jusos in Bremerhaven.
Seit der 18. Wahlperiode (Juni 2011) bis 2019 war er Mitglied der Bremischen Bürgerschaft.

Er war Mitglied im Ausschuss für Bundes- und Europaangelegenheiten, internationale Kontakte und Entwicklungszusammenarbeit (stellv. Mitglied),
Ausschuss für Wissenschaft, Medien, Datenschutz und Informationsfreiheit (Mitglied), Staatliche Deputation für Soziales, Jugend und Integration (Mitglied) und im Landesjugendhilfeausschuss.
Er war Sprecher für Medienpolitik der SPD-Fraktion. Er verließ im Oktober 2016 die SPD-Fraktion, hielt jedoch an seinem Mandat fest.

### Sonstiges
Öztürk ist Mitglied der Arbeiterwohlfahrt (AWO) und der Gewerkschaft Erziehung und Wissenschaft (GEW). 